# 레니에로 체노

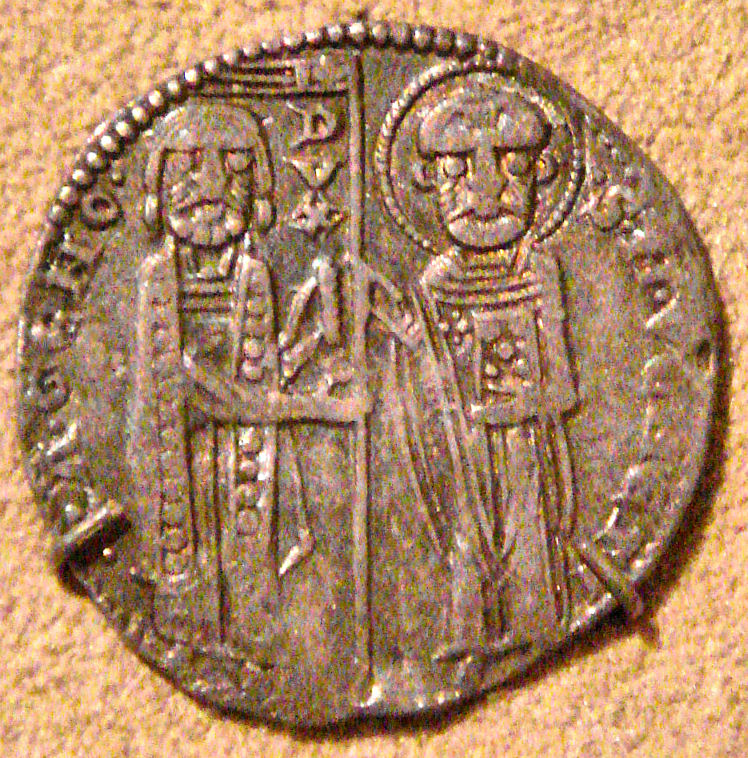
도제 레니에로 체노의 은 그로소.

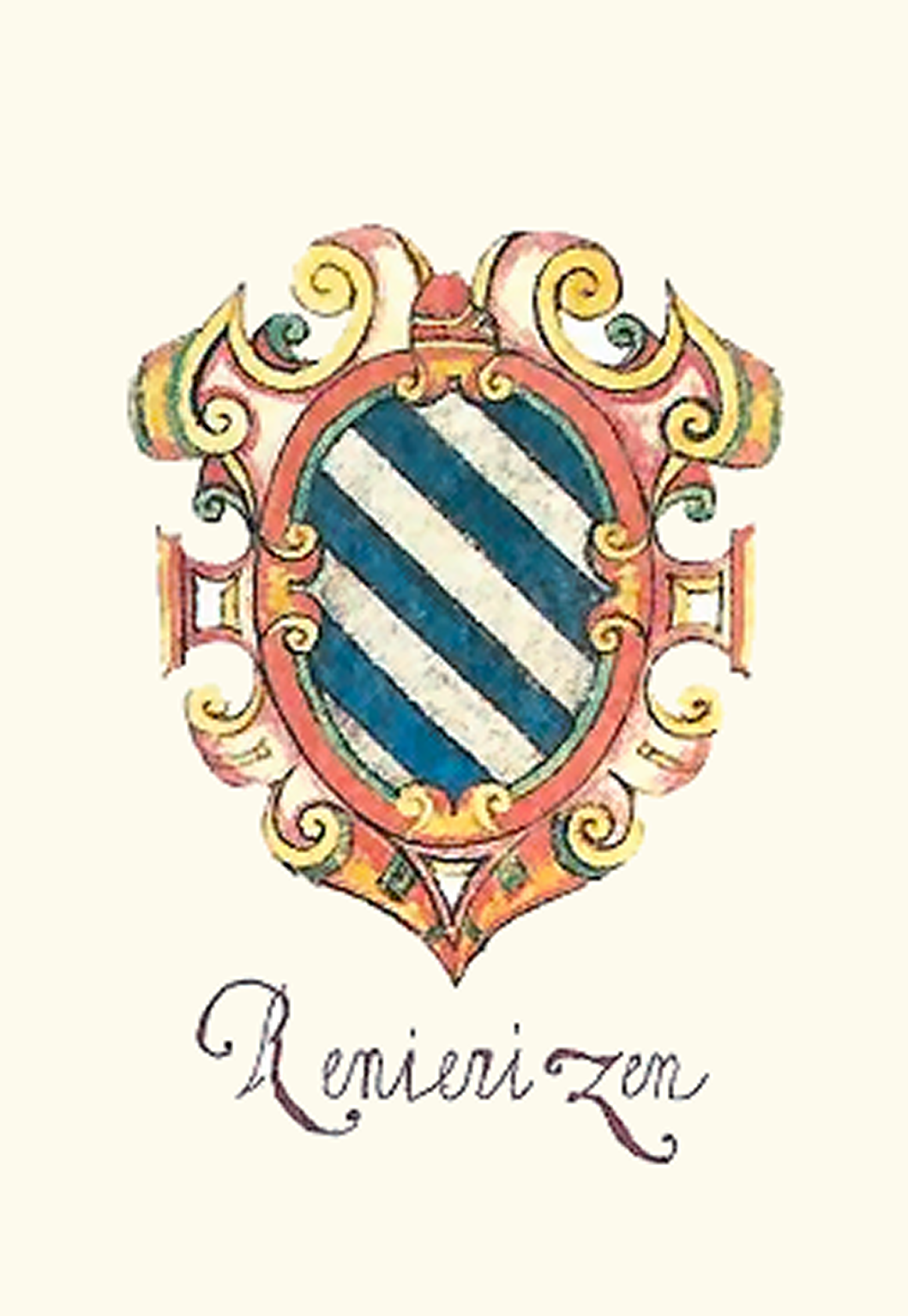
레니에로 체노의 문장.

레니에로 체노 (Reniero Zeno 또는 Renieri Zen, 생년 미상 ~ 1268년 7월 7일)는 베네치아 공화국의 제45대 도제이다. 1253년 1월 1일부터 그가 사망한 1268년까지 재임했다.

## 생애
사료에서 레니에로 체노의 첫 언급은 프랑스와 이탈리아에서의 외교관으로 묘사되며, 그는 이탈리아에서 교황령에 대한 공물을 바치는걸 피하도록 볼로냐에 압박을 가하다가 파문을 당하였다. 1240년 그는 페라라 공성전 기간에 도제 야코포 티에폴로를 도왔으며, 1242년 차다에서 발생한 폭동을 진압했고, 1244년에는 베네치아 공화국의 카피타노 제네랄레 다 마르 (해군 총사령관)에 임명됐다. 그는 또한 여러 이탈리아 도시들의 포데스타이기도 했다.
마리노 모로시니 사망 후, 당시 페르모의 포데스타이던 체노는 전체 41표 중 21표를 받아 도제로 선출됐다. 1256-59년에 그는 기벨린 세력 에첼리노 4세 다 로마노에 맞서 마르카 트레비지아나를 두고 일어난 전쟁에서 교황 알렉산데르 4세와 트레비소를 도왔으며, 이 분쟁은 에첼리노가 사망함으로서 해결됐다.
한편 베네치아는 지중해에서 최대의 경쟁 상대인 제노바 공화국과 전쟁에 돌입했다. 이 분쟁의 원인은 티레의 베네치아 거주 지역을 제노바인들에 약탈한 것 때문이였다. 미래에 도제가 된 로렌초 티에폴로가 1257년에 제노바 함대를 전멸시키자, 제노바는 라틴 제국을 멸망시키고 과거 베네치아인들이 지녔던 특권들을 제노바에게 수여했던 1261년에 콘스탄티노폴리스를 함락시킨 미하일 8세 팔레올로고스와 동맹을 맺었다. 베네치아는 대규모의 함대를 건설하는 것으로 대응하며 1263년 세테포치에서 제노바 함대를 다시 패배시켰다. 1265년 양측 간의 강화 조약이 체결됐다.
1268년 비잔티움 제국은 두 해상 공화국의 불안한 균형을
세우기 위해, 베네치아 공화국의 옛 특권들을 회복시켜주었고, 레반트 지역에 이들이 자유롭게 경쟁하는걸 허용했다.
또한 체노 재임 기간의 129개의 법률 조항들이 인가되어, 베네치아의 현대적 해상 법률 체계를 형성하였다. 체노는 1268년 베네치아에서 사망했다. 그의 도제부인은 아름답고 인정이 많은 것으로 묘사되는 로이치아 디 프라타이다. 그는 도제들의 전통적인 장례가 이뤄지는 산티 조반니 에 파올로 성당에 안치됐다.